# اچ‌ام‌اس کینگ‌فیشر (۱۸۰۴)
اچ‌ام‌اس کینگ‌فیشر (۱۸۰۴) (به انگلیسی: HMS Kingfisher (1804)) یک کشتی بود که طول آن ۱۰۶ فوت (۳۲٫۳ متر) بود. این کشتی در سال ۱۸۰۴ ساخته شد.